# Vlad Nicolae Dobre
Pour les articles homonymes, voir Dobre.
Vlad Nicolae Dobre, né le 8 décembre 1995, est un coureur cycliste roumain. Durant sa carrière, il participe à des compétitions sur route et en VTT,.

## Palmarès et résultats

### Palmarès par année
- 2011
  -  Champion de Roumanie sur route cadets
  - 3e du championnat de Roumanie du contre-la-montre cadets
- 2015
  -  Champion de Roumanie sur route espoirs
- 2016
  - 2e du championnat de Roumanie sur route espoirs
- 2017
  - 2e du championnat de Roumanie sur route espoirs
  - 3e du championnat de Roumanie du contre-la-montre espoirs
- 2018
  - Turul Deva
- 2019
  -  Champion de Roumanie sur route[3]
  - The Wall Pucioasa[4]

### Classements mondiaux
| Année           | 2016   | 2017 | 2018   | 2019 | 2020   |
| --------------- | ------ | ---- | ------ | ---- | ------ |
| UCI Europe Tour | 1 332e |      | 1 167e | 785e | 1 079e |